# Trochosa insignis
Trochosa insignis este o specie de păianjeni din genul Trochosa, familia Lycosidae, descrisă de O. P.-cambridge, 1898.
Este endemică în Costa Rica. Conform Catalogue of Life specia Trochosa insignis nu are subspecii cunoscute.